# Battery Weed
Battery Weed est une fortification située à Staten Island, aux États-Unis. Le bâtiment de quatre niveaux a été construit au XIXe siècle et garde le détroit des Narrows, principale voie d'accès de l'océan Atlantique à New York. Situé sur le front de mer de Staten Island, sur la rive ouest des Narrows, juste en face du fort Hamilton et de l'ancien fort Lafayette de Brooklyn, le fort était destiné à protéger New York contre les attaques maritimes. Une fois construit, lui et un ancien fort sur le site ont été nommés Fort Richmond . 

## Histoire

### Début duXIXesiècle
Le premier fort sur le site a été construit par l'État de New York à partir de 1806, afin d'être mis en service en 1808. Ce fort était construit en grès rouge et nommé fort Richmond, du nom du comté dans lequel se trouve Staten Island, lui-même nommé à partir de Charles Lennox, 1er duc de Richmond,. Il était protégé côté terre par le premier Fort Tompkins, également construit en grès rouge par l'État. Le fort Richmond était initialement semi-circulaire tandis que le fort Tompkins était un pentagone régulier avec des bastions circulaires, tous deux très différents de leurs remplaçants du troisième système[pas clair]. Bien que ces forts soient contemporains du deuxième système de fortifications du littoral du gouvernement fédéral, ils ne faisaient initialement pas partie du programme fédéral. La reconstruction fédérale des forts Richmond et Tompkins n'a commencé qu'en 1847. Ce fort et d'autres à proximité ont été agrandis et achevés pendant la guerre anglo-américaine de 1812 . 

### Troisième système de forts
En 1835, les forts Richmond et Tompkins se sont détériorés au point d'être déclarés inutilisables, et l'année suivante, le gouvernement fédéral entame un processus d'achat sur une décennie ,. En 1847, la reconstruction totale des deux forts débute, dans le cadre du troisième système fédéral de fortifications de la côte, un programme général de nouveaux forts déclenché à la suite de l'incendie de Washington pendant la guerre de 1812. Ce programme a abouti aux forts encore présents aujourd'hui. Certaines sources affirment que les nouveaux forts Richmond et Tompkins ont été initialement conçus par Robert Lee pendant son mandat d'ingénieur de poste à Fort Hamilton dans les années 1840. Fort Richmond avait un front vers la terre et trois fronts côtiers, avec quatre niveaux inhabituels de canons totalisant 116 canons vers la mer, plus 24 obusiers de flanc sur le front vers la terre . Parmi les forts achevés, l'arrangement à quatre niveaux n'a été reproduit aux États-Unis qu'à Castle Williams sur Governors Island (toujours à New York) et à Fort Point à San Francisco, en Californie. La conception détaillée du nouveau fort Richmond a été réalisée par le général Joseph G. Totten et a été construite entre 1845 et 1861. En 1865, il fut rebaptisé fort Wadsworth, du nom du général de brigade James Wadsworth, tué lors de la bataille de la Wilderness de 1864 au cours de la guerre de Sécession. 

### Fin duXIXeau début duXXesiècle
Une casemate pour contrôler un champ de mines sous-marin a été construite dans le fort en 1875 et a ensuite été réutilisée lorsque les mines sont devenues une partie standard des défenses du port dans les années 1890 . À cette époque, de nombreuses nouvelles batteries de canon ont été construites près du fort dans le cadre du programme Endicott pour les défenses portuaires de New York. Une partie de ce programme consistait à renommer toute la zone fortifiée des Narrows sur Staten Island en Fort Wadsworth, l'ancien fort Richmond devenant Battery Weed en 1902. Battery Weed est nommé en l'honneur du général de brigade Stephen H. Weed, tué à Gettysburg en 1863. 
En 1903, un petit phare a été construit au sommet de Battery Weed. Sa lumière était visible jusqu'à 26 km des côtes. Lorsque le pont Verrazzano-Narrows a ouvert ses portes en 1965, le phare est devenu obsolète. Éteint pendant de nombreuses années, il a été restauré et converti en énergie solaire par des bénévoles en 2005 . 

## Usage actuel
Le fort Wadsworth était une base militaire active jusqu'en 1994, exploitée par l'US Navy pendant ses dernières années. En 1995, Battery Weed, avec le reste du fort Wadsworth, a été transférée au National Park Service dans le cadre de la Gateway National Recreation Area. L'intérieur de Battery Weed est ouvert au public uniquement lors des visites guidées des Rangers, bien que son extérieur puisse être vu à tout moment. Un canon Rodman est conservé dans le fort. 